# رود نلسون
 رود نلسون رودی است به Hudson Bay می‌ریزد. این رود از کشور کانادا می‌گذرد.